# نووه پیکوته
نووه پیکوته (به لاتین: Nowe Piekuty) یک روستا در لهستان است که در گمینا نووه پیکوته واقع شده‌است. نووه پیکوته ۲٬۱۰۰ نفر جمعیت دارد.